# Nihilism
Nihilism (från latinets nihil, "ingenting") är den filosofiska ståndpunkt som förnekar all kunskap och alla värden i det mänskliga livet. Nihilism presenteras ofta i form av existentiell nihilism, som argumenterar för att livet saknar objektiv mening eller intrinsikalt värde. Morala nihilister anser att moral inte existerar och att det alltså inte finns några moraliska värden med vilka man kan upprätthålla en regel eller logiskt föredra en handling framför en annan. Nihilism kan också anta epistemologiska, ontologiska eller metafysiska former, som vardera i någon aspekt innebär att kunskap inte är möjligt eller att livet inte existerar. Epistemologisk nihilism påstår att all kunskap är osäker; se även filosofisk skepticism.
Nihilister som argumenterar för att det inte finns någon objektiv moral kan hävda att existensen inte har någon intrinsikal (inneboende) högre mening eller mål. De kan också hävda att det inte finns något rationellt bevis eller argument för att en högre makt eller skapare skulle existera, samt att om en högre makt skulle existera så har mänskligheten ändå ingen moralisk skyldighet att avguda den.
Termen nihilism används ibland synonymt med anomi för att beskriva en generell känsla av hopplöshet och meningslöshet i existensen. Rörelser såsom futurism och dekonstruktion, bland andra, har identifierats av kommentatorer som "nihilistiska" i olika tidsperioder med olika kontext. Ofta betyder detta att den som anklagar en annan vill få sina egna åsikter att framstå som mer substantiella eller sanningsenliga, medan motståndarpartens åsikter framhävs som nihilistiska, därmed jämförbara med "inget" (eller helt enkelt destruktivt amoralistiska).
Nihilism är också ett karaktärsdrag som har satts på olika tidsperioder, till exempel har Jean Baudrillard och andra kallat postmoderniteten för en nihilistisk epok, och vissa kristna teologer och personer med religiös auktoritet har hävdat att postmoderniteten och många aspekter av moderniteten representerar frånstötandet av Gud, och därför är nihilistiska.
Nihilism (ryska nigilizm) är även en föråldrad, godtyckligt vald beteckning för de politiska ytterlighetsrörelserna i Ryssland, särskilt på 1860- och 1870-talen. I den ryska litteraturen användes ordet första gången av kritikern Nikolaj Nadezjdin i betydelsen skeptiskt förnekande, men fick sin egentliga ryktbarhet genom Bazarov, den mot all auktoritetstro och allt bestående hänsynslöst opponerande studenten i Ivan Turgenjevs roman Fäder och söner. På 1880-talet försvann detta på konservativt litterärt håll brukade slagord ur den ryska litteraturen, men fanns länge kvar i den europeiska pressen och folkuppfattningen som gemensam benämning på ryska revolutionära rörelser och den ryska anarkistiska emigrantlitteraturen i allmänhet.

## Nihilism i skönlitteraturen
Uttrycket lär i sin moderna användning komma från rysk litteratur och då i betydelsen "om Gud inte existerar så är allt tillåtet" ur Dostojevskijs roman Bröderna Karamazov, nihilism är även ett återkommande tema i Onda Andar av samma författare, senare använt även av Jean-Paul Sartre som existentialistiskt begrepp. Den ryska bonderörelsens narodniker och attentatsmän kallades också för nihilister, men då i en överförd betydelse.
Den svenska författaren Anne Charlotte Leffler skrev 1879 tragedin Nihilisterna, men kom av okänd anledning aldrig att fullborda detta verk.

## Nihilism i filosofi
Framstående filosofer som tagit upp ämnet är bland andra Friedrich Nietzsche och Martin Heidegger. Nietzsche beskrev kristendomen som en nihilistisk religion eftersom den konstant undviker utmaningen att hitta en mening med jordelivet och som i stället har skapat en andlig projektion (himmelriket) där moral och lidande inte existerar. Han ansåg att nihilism var resultatet av Guds död. Heidegger beskrev nihilism som det tillstånd där "det inte finns något existerande kvar".

## Nihilismen i teologin
Nihilismen finns som skolastisk term, som fått sitt namn av att Petrus Lombardus framställde satsen att Guds sons människoblivande inte varit ett egentligt ingående i mänskligheten, utan bara ett antagande av mänsklig gestalt. Åsikten förkastades på flera synoder (1163 och 1179).

### Fotnoter
1. ↑  Bazarov, the protagonist in the classic work Fathers and Sons written in the early 1860s by Ivan Turgenev, is quoted as saying nihilism is "just cursing", cited in Encyclopedia of Philosophy (Macmillan, 1967) Vol. 5, "Nihilism", 514 ff. This source states as follows: "On the one hand, the term is widely used to denote the doctrine that moral norms or standards cannot be justified by rational argument. On the other hand, it is widely used to denote a mood of despair over the emptiness or triviality of human existence. This double meaning appears to derive from the fact that the term was often employed in the nineteenth century by the religiously oriented as a club against atheists, atheists being regarded as ipso facto nihilists in both senses. The atheist, it was held [by the religiously oriented], would not feel bound by moral norms; consequently, he would tend to be callous or selfish, even criminal" (at p. 515).
2. 1 2  Phillips, Robert (25 februari 1999). ”Deconstructing the Mass”. Latin Mass Magazine (Winter). Arkiverad från originalet den 17 april 2004. https://web.archive.org/web/20040417084147/http://www.latinmassmagazine.com/articles/articles_1999_WI_Phillips.html.  ”For deconstructionists, not only is there no truth to know, there is no self to know it and so there is no soul to save or lose." and "In following the Enlightenment to its logical end, deconstruction reaches nihilism. The meaning of human life is reduced to whatever happens to interest us at the moment…”
3. ↑  For some examples of the view that postmodernity is a nihilistic epoch see Toynbee, Arnold (1963) A Study of History vols. VIII and IX; Mills, C. Wright (1959) The Sociological Imagination; Bell, Daniel (1976) The Cultural Contradictions of Capitalism; and Baudrillard, Jean (1993) "Game with Vestiges" in Baudrillard Live, ed. Mike Gane and (1994) "On Nihilism" in Simulacra and Simulation, trans. Sheila Faria Glasser. For examples of the view that postmodernism is a nihilistic mode of thought, see Rose, Gillian (1984) Dialectic of Nihilism; Carr, Karen L. (1988) The Banalization of Nihilism; and Pope John-Paul II (1995), Evangelium vitae: Il valore e l’inviolabilita delta vita umana. Milan: Paoline Editoriale Libri.", all cited in Woodward, Ashley: Nihilism and the Postmodern in Vattimo's Nietzsche Arkiverad 5 april 2010 hämtat från the Wayback Machine., ISSN 1393-614X Minerva - An Internet Journal of Philosophy, Vol. 6, 2002, fn 1.
4. ↑  For example, Leffel, Jim; McCallum, Dennis. ”The Postmodern Challenge: Facing the Spirit of the Age”. Christian Research Institute. Arkiverad från originalet den 19 augusti 2006. https://web.archive.org/web/20060819165839/http://www.equip.org/free/DP321.htm.  ”…the nihilism and loneliness of postmodern culture…”
5. ↑  Engelska Wikipedia: Nikolai Nadezhdin
6. ↑  Nihilism i Nordisk familjebok (andra upplagan, 1913)
7. ↑  Nikolaj Ivanovitj Nadezjdin i Nordisk familjebok (andra upplagan, 1913)
8. ↑  Sylvan 1984, s. 79-80.